# ناصر حجازی
ناصر حجازی (۲۳ آذر ۱۳۲۸ – ۲ خرداد ۱۳۹۰) بازیکن و مربی فوتبال اهل ایران بود که در پست دروازه‌بان برای تیم ملی ایران و باشگاه استقلال (تاج) بازی کرد. او بهترین دروازه‌بان تاریخ ایران و دومین دروازه‌بان برتر قرن بیستم قاره آسیا از نگاه فدراسیون بین‌المللی تاریخ و آمار فوتبال، یکی از بهترین دروازه‌بان تمام دوران تاریخ جام ملت‌های آسیا و نیز دروازه‌بان اول تیم ملی فوتبال ایران در دههٔ ۱۳۵۰ بود. از افتخارات حجازی می‌توان به دو قهرمانی در جام ملت‌های آسیا، یک قهرمانی در بازی‌های آسیایی و شرکت در المپیک و جام جهانی فوتبال اشاره کرد. او همچنین به همراه تیم تاج قهرمانی در جام تخت جمشید و جام باشگاه‌های آسیا را تجربه کرده است. حجازی سابقه ۴ بازی با لباس تیم فوتبال منچستریونایتد را در کارنامه خود دارد، ولی به دلیل عدم صدور رضایت‌نامه و انحلال فدراسیون فوتبال ایران بخاطر وقوع انقلاب ۱۳۵۷، نتوانست اجازه‌نامه فدراسیون منحل شده ایران را به موقع منچستر یونایتد ارائه کند و گری بیلی به جای او با این باشگاه انگلیسی قرارداد بست.
فدراسیون بین‌المللی تاریخ و آمار فوتبال حجازی را یکی از بهترین دروازه‌بان برتر قرن بیستم جهان و دومین دروازه‌بان برتر قرن بیستم قاره آسیا معرفی کرده است. بر اساس نظرسنجی کنفدراسیون فوتبال آسیا ناصر حجازی به عنوان بهترین دروازه‌بان تمام ادوار تاریخ جام ملت‌های آسیا انتخاب شد و نور صبری و محمد الدعیع در رتبه‌های بعدی قرار گرفتند. روزنامه نیو نیشن سنگاپور در سال ۱۹۸۰ حجازی را به عنوان یکی از ۱۰ دروازه‌بان برتر جهان برگزید و وبسایت ای‌اس‌پی‌ان نام او را در فهرست «۱۰ بازیکن برتر قارهٔ آسیا در تمامی ادوار مسابقات جام جهانی» قرار داده است. حجازی با رکورد ۸۳۷ دقیقه در بسته نگاه داشتن دروازه، دارای رتبه ۱۳۴ جهان و رتبه دوم ایران از نگاه فدراسیون آمار و تاریخ فوتبال جهان است. حجازی در دوران مربی‌گری‌اش تیم استقلال تهران را به عنوان نایب قهرمانی جام باشگاه‌های آسیا و قهرمانی لیگ آزادگان رساند.
او که به عنوان یکی از نمادهای باشگاه استقلال شناخته می‌شود، در روز دوشنبه ۲ خرداد ۱۳۹۰ پس از تحمل مدت‌ها رنج ناشی از بیماری سرطان ریه در بیمارستان کسری تهران درگذشت و در ۴ خرداد ۱۳۹۰ در «قطعه نام‌آوران» بهشت زهرا دفن شد. در آبان ۱۳۹۸ اعضای شورای شهر تهران در مصوبه‌ای نام «بلوار فردوس غربی» را به «ناصر حجازی» تغییر دادند.

## زندگی شخصی
ناصر حجازی ۲۳ آذر ۱۳۲۸ در پیرانشهر به دنیا آمد. این خانواده به دلیل نظامی بودن پدرش یکجا ساکن نبودند. سپس به تهران مهاجرت کردند و در تهران و همراه پدر، مادر، چهار خواهر و یک برادر در این شهر، زندگی می‌کرد. پدرش زادهٔ محلهٔ لاله تبریز بود و مادرش زادهٔ خرم دره بود.
بعد از پایان دوران دبستانش در مدرسه امیرکبیر، پدرش به دلیل انجام مأموریت خدمت، به تهران مهاجرت کرد، ناصر دوره دبیرستان را در دبیرستان‌های ابومسلم، سعادت، سینا، سهند و شرق طی کرد. وی در تیم فوتبال دبیرستان ابومسلم در پست گوش راست و دروازه‌بانی بازی می‌کرد. همچنین در تیم بسکتبال این دبیرستان حضور مستمر داشت. دبیرستان ابومسلم در خیابان ابوسعید در نزدیکی میدان منیریه تهران، حوالی منزل سابق وی واقع شده بود. در سال ۱۳۵۰ وارد مدرسه عالی ترجمه شد و در سال ۱۳۵۶ لیسانس خود را دریافت کرد. در دوره مربیگری تیم ماشین‌سازی تبریز منطقه لاله تبریز (زادگاه پدرش) پاتوق تفریحی ناصر حجازی بود.

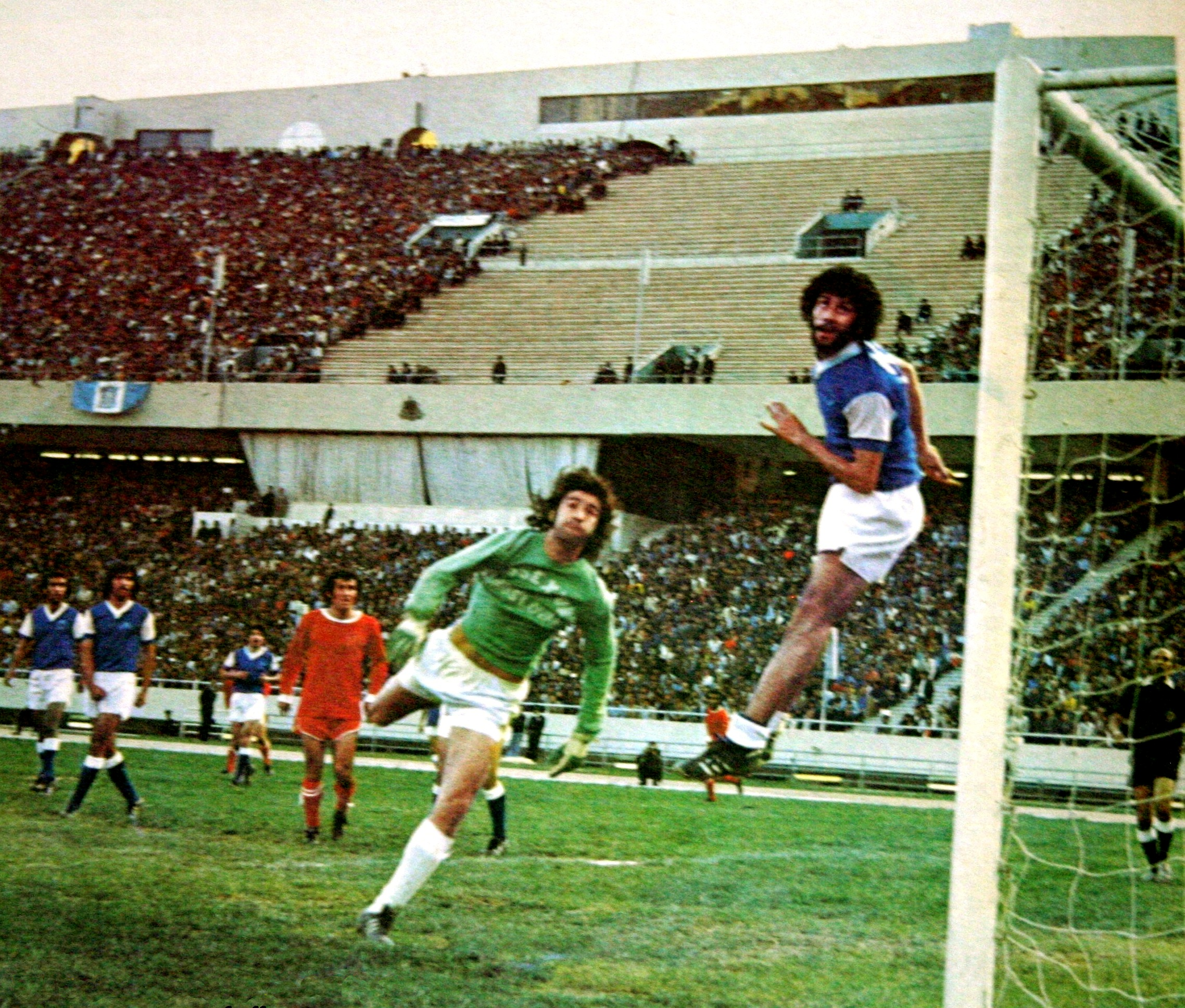
بازی تاج و پرسپولیس، استادیوم آریامهر (آزادی)، مه ۱۹۷۵ دروازه‌بان: ناصر حجازی

ایستاده از راست: اکبر مالکی، عزیز اصلی، کیوان نیک‌نفس، بهرام مودت، نشسته: ناصر حجازی

خود حجازی گرایشش به فوتبال را این گونه تعریف می‌کند:
من فوتبال را فقط به صورت تفریحی دنبال می‌کردم و رشته اصلی من بسکتبال بود و حتی برای تیم جوانان بسکتبال ایران هم انتخاب شدم و ماجرا از اینجا شروع شد که روزی با دوستان به تماشای بازی آموزشگاهی که تیم مدرسه ما هم در آن شرکت داشت رفتیم.
در همان روز دروازه‌بان تیم مدرسه ما آسیب دید مربی تیم مرا صدا زد و گفت ناصر بیا درون دروازه بایست من هم گفتم آقا اصلاً من نمی‌توانم من فقط گاهی فوتبال بازی می‌کنم اون هم هافبک تیم نه دروازه‌بانی!! مربی دست بردار نبود و می‌گفت تو قد بلند داری و بسکتبالیست هم بودی حتماً می‌توانی چند توپ هوایی رو بگیری.
خلاصه با اصرار مربی و با ترس و لرز و دلهره رفتم درون دروازه. آن روز برای من یک روز بیاد ماندنی و خاطره‌انگیز است. خودم هم باورم نمی‌شد که چرا با وجود آن‌که برای اولین بار درون دروازه ایستاده بودم اینقدر خوب توپ می‌گرفتم. بازی که تمام شد همه تماشاگرانی که برای دیدن مسابقه آماده بودن تشویقم کردند.

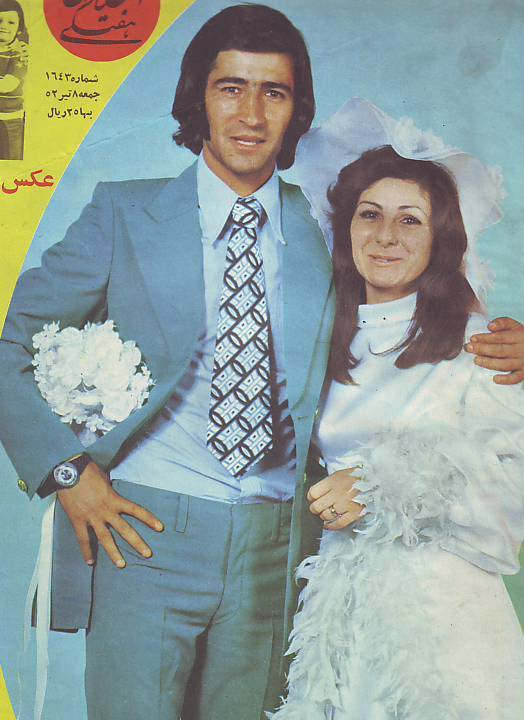
ناصر حجازی و نوعروسش بر جلد مجلهٔ اطلاعات هفتگی، تیرماه ۱۳۵۲

همسر حجازی بهناز شفیعی نام دارد و حجازی از او دارای دو فرزند به نام‌های آتوسا و آتیلا است که هردو فوتبالیست بوده‌اند. آتیلا چند سال در تیم استقلال تهران بازی می‌کرد و آتوسا هم اولین کاپیتان تیم ملی فوتسال زنان ایران بود. داماد او (همسر آتوسا) سعید رمضانی هم بازیکن حرفه‌ای فوتبال است و فرزند آن‌ها نیز امیرارسلان نام دارد.

## دوران حرفه‌ای

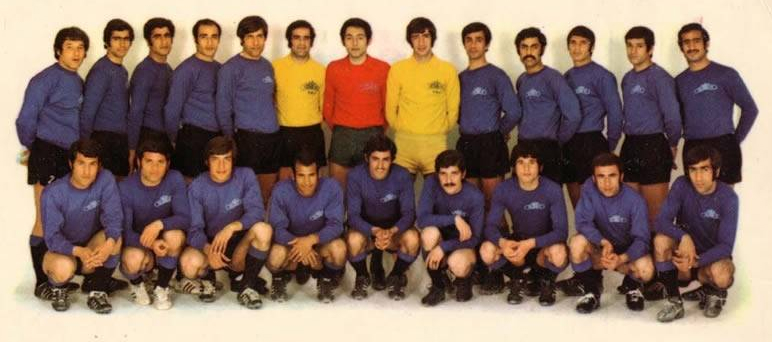
تاج تهران پس از قهرمانی در مسابقات باشگاهی قهرمان آسیا در سال ۱۹۷۰

تیم فوتبال نادر در دسته دوم باشگاه‌های تهران اولین باشگاه حجازی بود و از همان تیم به تیم ملی جوانان و تیم ملی بزرگسالان رسید. در سال ۱۳۴۸ به تاج پیوست و در همان سال اول، قهرمانی جام باشگاه‌های آسیا و جام تخت جمشید را با این تیم به دست آورد. وی تا پایان دوران بازیکنی خود به‌جز ۵سال از ۹ دی‌ماه ۱۳۵۴ تا ۱۷ دی‌ماه ۱۳۵۹، دروازه‌بان تاج٫استقلال تهران بود و با این تیم چندین دوره قهرمانی در لیگ کشور، جام باشگاه‌های تهران، جام حذفی ایران و جام باشگاه‌های آسیا را جشن گرفت. وی از ۹ دی‌ماه ۱۳۵۴ برای تیم شهباز بازی کرد. مدت کوتاهی پس از جام جهانی ۱۹۷۸ با تیم منچستر یونایتد تمرین می‌کرد ولی عدم صدور کارت «آی.تی. سی»، به دلیل نبود فدراسیون فوتبال منسجم در ایران، مانع از حضور حجازی در لیگ انگلیس شد و وی به ایران برگشت. او در ۱۷ مرداد ۱۳۵۶ در بازی تیم‌های شهباز و بانک ملی جای خود را درون دروازه شهباز به ناصر وثوق داد. ایرج سلیمانی سرمربی تیم در پانزده دقیقه مانده به پایان بازی حجازی را به جای علی مناجاتی وارد زمین کرد و در خط حمله بازی داد. شهباز این بازی را دو بر صفر برد.
حجازی در پایان دوران بازیکنی خود به بنگلادش رفته و پس از مدت کوتاهی دروازه‌بانی در تیم محمدان، سرمربی این تیم شد.

## دوران ملی

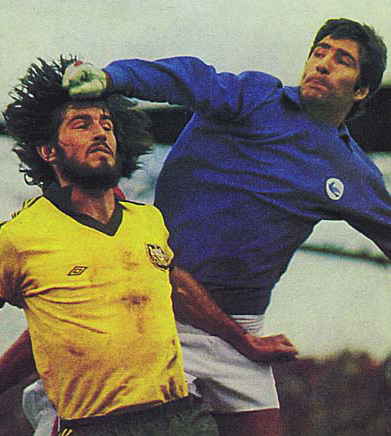
ناصر حجازی در مقابل بازیکن استرالیایی در بهار ۱۳۵۶، مقدماتی جام جهانی ۱۹۷۸

با سرمربی‌گری رایکوف در تیم ملی، او عزیز اصلی و فرامرز ظلی را کنار گذاشت و ناصر حجازی را برگزید. در مرداد ۱۳۴۸، تیم ملی برای بازی‌های دوستانه راهی شوروی شد و پنج مسابقه انجام داد. در چهار دیدار اول حجازی دروازه‌بان تیم بود که اولین تجربه ملی وی محسوب می‌شد. در برابر تیم ایوانوفو چهار گل خورد، در برابر مینسک دو و در مقابل ویلنوسک و کالنین هم سه بار دروازه اش گشوده شد، دوازده گل خورده در چهار مسابقه باعث شد تا در بازی پنجم جای خود را به رضا قفل‌ساز بدهد. پس از آن حجازی اولین بازی ملی رسمی خود را در سن ۱۹ سالگی در ۲۲ شهریور ۱۳۴۸ در آنکارا در مقابل تیم ملی پاکستان در جام اکو انجام داد که با نتیجه ۴ بر ۲ به نفع ایران پایان یافت. در بازی دوم او در مقابل تیم ملی ترکیه چهار گل در نیمه اول دریافت کرد. عملکرد تیم پس از این مسابقات مورد انتقاد قرار گرفت تا جایی که کیهان ورزشی نوشت: «مربی خارجی اگر ارسطو هم باشد هرگز نمی‌تواند ما را بشناسد… باید تیم فاتح آسیا حفظ می‌شد و باید فرزامی و یاوری و ظلی و طالبی را می‌آوردند نه این چند بچهٔ بی‌تجربه را». قبل از صعود ایران به جام جهانی ۱۹۷۸ آرژانتین به بازیکنان قول اعطای خانه در شهرک غرب تهران و پاداش داده شده بود، پس از صعود، فدراسیون فوتبال زیر بار وعده داده شده نرفت. حجازی در آستانه سوار شدن بازیکنان به هواپیما برای سفر به آرژانتین درخواست اجرای وعده‌ها را کرد و گفت که پا به هواپیما نخواهد گذاشت، در واپسین لحظات پاکت پولی تهیه شد و تحویل حجازی شد و او پاکت را تحویل همسرش داد. حجازی بعداً گفت: «تا پول نگرفتم سوار هواپیما نشدم. اما چرا؟ تا آخرین لحظه فکر نمی‌کردم که فدراسیون فوتبال در حقم کم لطفی کند. اصرار می‌کردم اگر نتوانم پول تهیه کنم همسرم به جرم کشیدن چک بی محل دستگیر می‌شود… پای پله هواپیما به مهاجرانی گفتم تا اینجا روی قول شما حساب می‌کردم. اما حالا اگر قرار است همسرم به زندان بیفتد به آرژانتین نمی‌آیم. در تهران می‌مانم…»
آخرین بازی ملی حجازی در سال ۱۳۵۹ در برابر کویت انجام شد و بعد از آن به دلیل قانون عجیبی معروف به «قانون ۲۹ ساله‌ها» که حضور دروازه‌بانان بالای ۲۹ سال در تیم ملی را ممنوع می‌کرد از تیم ملی کنار گذاشته شد. این قانون در پی آن ابلاغ شد که در اوایل انقلاب در شروع یکی از بازی‌های استقلال تهران مسئولان حراست سازمان تربیت بدنی برای مراسم ابتدایی بازی به بازیکنان هر دو تیم عکس‌هایی از روح‌الله خمینی داده بودند تا هنگام قرائت قرآن در دست بگیرند ولی ناصر حجازی از گرفتن عکس خمینی امتناع کرد. پس از این اتفاق مسئولان از ورود حجازی به زمین جلوگیری کردند و چند روز بعد از آن مسئولان تربیت بدنی از جمله نصرالله سجادی قانون عدم حضور بازیکنان بالای ۲۹ سال در تیم ملی را ابلاغ کردند. «قانون ۲۹ ساله‌ها» در آن زمان تنها به ناصر حجازی ابلاغ شد و بسیاری بر این باورند که این قانون تنها برای کنار گذاشتن حجازی که دقیقاً در آن زمان ۲۹ساله بود، تدوین شد.
ناصر حجازی در دهه ۱۳۵۰ دروازه‌بان اصلی تیم ملی ایران بود و با این تیم دو بار قهرمان جام ملت‌های آسیا (۱۹۷۲ و ۱۹۷۶) و یک بار قهرمان بازی‌های آسیایی ۱۹۷۴ تهران شد. او در جام جهانی ۱۹۷۸ آرژانتین هم شرکت کرد و عملکرد خوبی در جام جهانی داشت. با وجود اینکه ایران در مرحلهٔ گروهی ۸ گل دریافت کرد (که چهار تای آن‌ها از روی نقطه پنالتی وارد دروازه شدند) عملکرد حجازی مورد توجه تیم منچستریونایتد قرار گرفت و مدتی هم با این تیم تمرین کرد. پس از آن‌که فدراسیون فوتبال ایران به او اجازه نداد به منچستر بپیوندد از طرف باشگاه منچستر یک هفته به او فرصت داده شد تا رضایت نامه دریافت کند اما نتوانست در فرصت مقرر رضایتنامه بگیرد و پس از پایان این مدت، منچستر با دروازه‌بان دیگری قرارداد امضا کرد. او همچنین سهمیه حضور در المپیک ۱۹۷۶ مونتریال و مقام سومی جام ملت‌های آسیا ۱۹۸۰ را هم به‌دست‌آورد.

## مربی‌گری
اولین دوره مربیگری ناصر حجازی به سال ۱۳۶۱ که به عنوان بازیکن مربی فعالیت می‌کرد و استقلال را نایب‌قهرمان آن سال کرد و پرسپولیس علی پروین را شکست داد و اولین تجربه مربیگری خارجی حجازی در محمدان بنگلادش بود، نقطه اوج این باشگاه در سال ۱۳۶۷ با پیروزی بر پرسپولیس و صعود به یک‌چهارم نهایی جام باشگاه‌های آسیا رقم خورد. حجازی در مورد آن مسابقه می‌گوید: رئیس باشگاه گفت می‌خواهم بیایم رختکن بگویم کمتر گل بخورید آبرویمان نرود! گفتم می‌خواهی بیایی روحیه بچه‌ها را تضعیف کنی؟ لازم نکرده! خودم به رختکن رفتم و گفتم بچه‌ها من پرسپولیس را می‌شناسم میتونیم صعود کنیم دور بعد خلاصه به داخل زمین رفتیم.

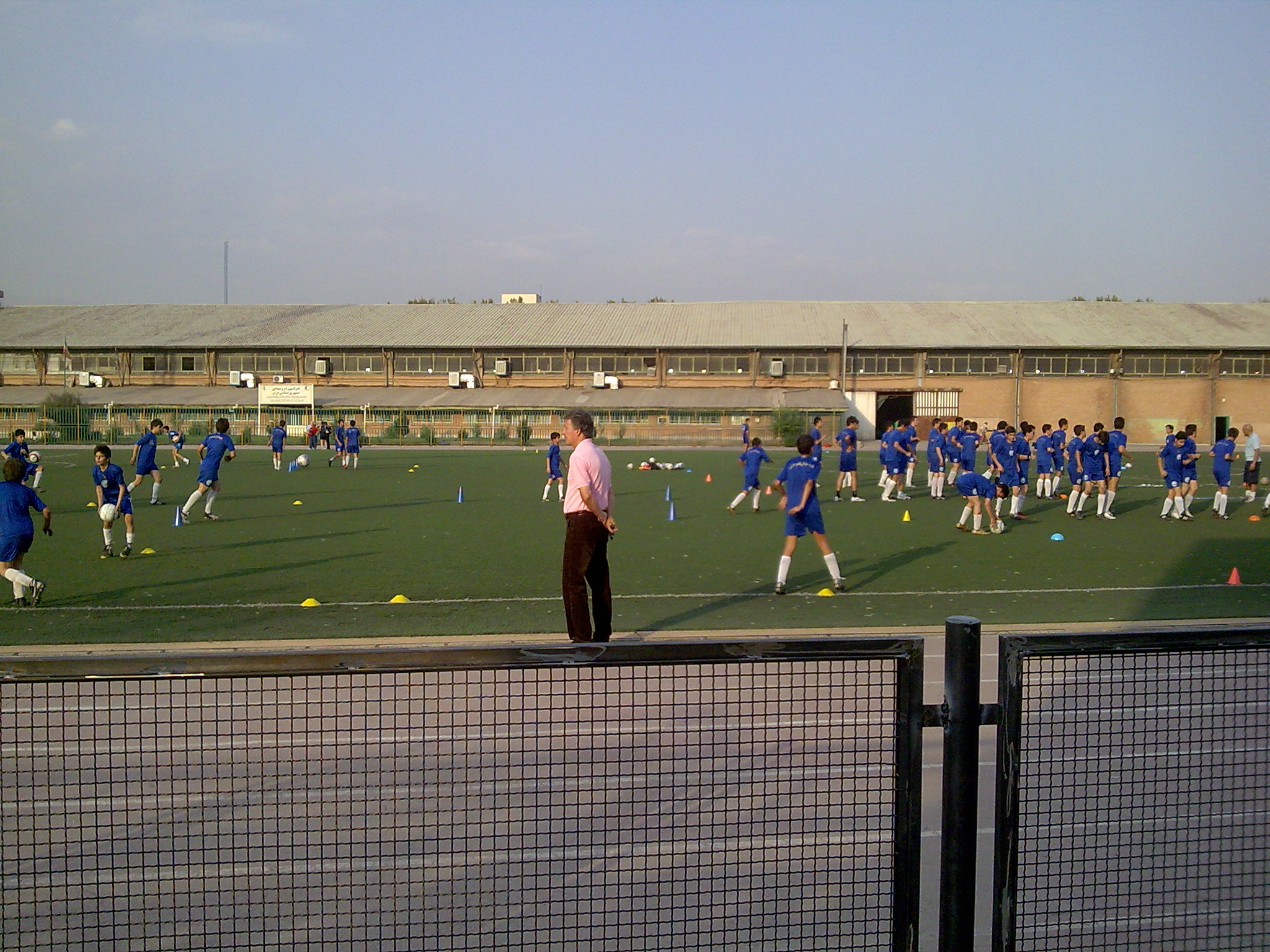
ناصر حجازی در حال تماشای تمرین بازیکنان آکادمی فوتبال حجازی در ورزشگاه کشوری

در نیمه اول با گل کرمانی از ما جلو افتادند. در بین دو نیمه حسابی به بچه‌ها توپیدم. چشمتان روز بد نبیند با گل بیژن طاهری بازی را مساوی کردیم. بعد از آن گل خیلی فشار آوردیم چون برای صعود نیاز به برد داشتیم. بازی طوری شده بود که فنونی‌زاده کاپیتان پرسپولیس می‌گفت بچه‌ها بزنید زیرش ۱–۱ هم می‌ریم بالا! در دقیقه ۸۸ سانتری شد و مهاجم خارجی و سرعتی ما توپ را از زیر دستان سلطانی وارد دروازه کرد ۲–۱ بردیم! این برد در تاریخ محمدان بنگلادش بی‌سابقه بود. بعد از بازی جشنی گرفتند که باورنکردنی بود. تمام مردم شهر بیرون آمده بودند. در جشن شهردار و وزیر امور خارجه هم حضور داشتند.»او هر وقت از روزهای حضور در هند و بنگلادش حرف می‌زد بغض می‌کرد و همیشه می‌گفت: هیچ‌کسی نمی‌تواند یک ساعت آن زندگی را تحمل کند.او در مصاحبه‌ای گفته بود: «روزهای اولی که در هند و سپس بنگلادش بودم فقط می‌توانستم روزی یک وعده شکمم را سیر کنم آن‌هم نه با غذای خوب و مقوی بلکه با نان یا موز که ارزان بود. این سختی‌ها را به جان خریدم تا از اصولم برنگردم، تا جلوی کسی تعظیم نکنم، تا دست کسی را نبوسم، تا مردانگی‌ام را به حراج نگذارم، تا خداوند را ناراحت نکنم که آدم باشرافت و باعزتی باشم.»
او در دوران سرمربیگری موفق شد استقلال را به مقام نایب قهرمانی در لیگ تهران و باشگاه‌های آسیا و قهرمانی در لیگ آزادگان برساند. در تیم‌های سپاهان اصفهان، ذوب آهن اصفهان، استقلال رشت، ماشین‌سازی تبریز، استقلال اهواز، ابومسلم خراسان، نساجی قائمشهر نیز به مربیگری پرداخت که موفقیت چندانی نصیب وی نشد، هر چند تیم ماشین‌سازی در فصل ۷۵-۷۴ بازی‌های خوبی در لیگ ایران ارائه کرد و به همین خاطر بحث‌هایی در مورد انتخاب حجازی به عنوان سرمربی تیم ملی در مطبوعات مطرح شد. از قول پسر وی نقل شده که در همین دوره که مصطفوی رئیس فدراسیون فوتبال بود، قرار بود حجازی به عنوان مربی تیم ملی انتخاب شود، اما در نهایت نام مایلی کهن به عنوان مربی تیم ملی اعلام شد.
در سال ۱۳۸۶ پس از انتخاب مجدد علی فتح‌الله‌زاده به سمت مدیرعاملی، مجدداً سرمربی باشگاه استقلال تهران گردید که پس از نتایج بسیار ضعیف هواداران خواستار استعفای وی شدند.در هفته چهاردهم از سرمربیگری استقلال برکنار و فیروز کریمی جایگزین او شد.
وی در زمان مربی‌گری اش بازیکنان بزرگی همچون علی دایی، رحمان رضایی، علی رضا اکبرپور و علی اکبر استاداسدی را به فوتبال ایران معرفی کرد.

### آمار مربیگری در استقلال
| ناصر حجازی          |      |     |       |      |      |      |       |        |
| عنوان               | بازی | برد | مساوی | باخت | گ. ز | گ. خ | تفاضل | امتیاز |
| لیگ آزادگان         | ۶۹   | ۳۳  | ۲۲    | ۱۴   | ۱۰۴  | ۶۴   | ۴۰    | ۱۲۱    |
| لیگ برتر            | ۱۴   | ۵   | ۵     | ۴    | ۲۱   | ۱۹   | ۲     | ۲۰     |
| جام حذفی            | ۷    | ۳   | ۳     | ۱    | ۱۷   | ۶    | ۱۱    | ۱۲     |
| جام باشگاه‌های آسیا  | ۷    | ۴   | ۱     | ۲    | ۱۱   | ۸    | ۳     | ۱۳     |
| جام در جام آسیا     | ۲    | ۰   | ۱     | ۱    | ۰    | ۱    | ۱-    | ۱      |
| جام باشگاه‌های تهران | ۳    | ۰   | ۳     | ۰    | ۵    | ۵    | ۰     | ۳      |
| جام حذفی تهران      | ۳    | ۲   | ۱     | ۰    | ۵    | ۱    | ۴     | ۷      |
| جمع                 | ۱۰۵  | ۴۷  | ۳۶    | ۲۲   | ۱۶۳  | ۱۰۴  | ۵۹    | ۱۷۷    |

## درگذشت
حجازی در ۳۰ اردیبهشت ۱۳۹۰ در حین تماشای دیدار تیم فوتبال استقلال مقابل پاس همدان در روز آخر لیگ برتر به‌دلیل وخامت حالش به کما رفت و در حالی که از بیماری سرطان ریه رنج می‌برد، در روز دوشنبه ۲ خرداد ۱۳۹۰، ساعت ۱۰:۵۵ صبح، در بیمارستان کسری در تهران درگذشت. ناصر حجازی در طول ۱۸ ماه بیماری هیچ گونه کمک دولتی را قبول نکرد. او دربارهٔ بیماریش و حضور مسئولان دولتی در کنار خود در بیمارستان گفته بود: «خیلی از مسئولان آمدند. من احتیاجی به کمک آن‌ها نداشتم. آن‌ها عددی نیستند که بخواهند به من کمک کنند، در اندازهٔ این حرف‌ها نیستند که بخواهند به ناصر حجازی کمک کنند.»

### مراسم تشییع

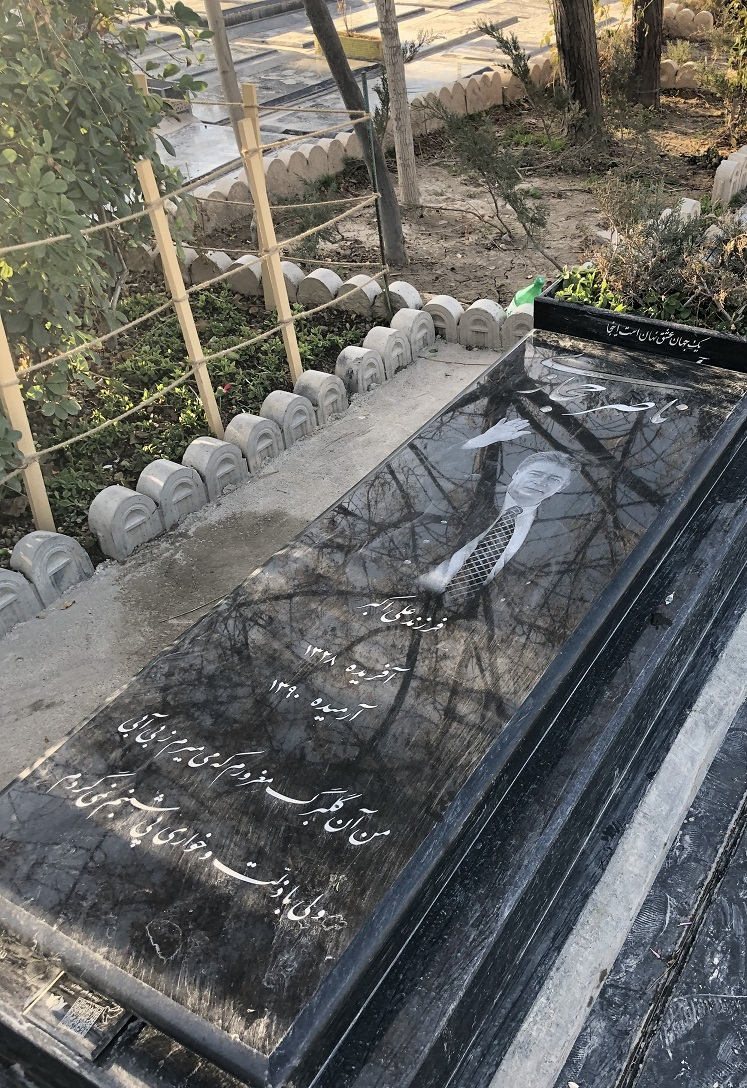
مزار حجازی در قطعه نام آوران بهشت زهرا

مراسم تشییع جنازه ناصر حجازی ابتدا قرار بود در سه‌شنبه ۳ خرداد ۱۳۹۰ برگزار شود که با درخواست‌های اهالی ورزش و فوتبال و هواداران او به دلیل اینکه عدهٔ بیشتری بتوانند در این مراسم شرکت کنند به چهارشنبه ۴ خرداد موکول شد. همچنین قرار بر این بود که ناصر حجازی در ورزشگاه شیرودی تشییع شود که با مخالفت شورای تأمین روبرو شد و مراسم تشییع به ورزشگاه آزادی انتقال یافت

### واکنش‌ها و پیام‌های تسلیت
عدهٔ زیادی از شخصیت‌های ورزشی، سیاسی، و هنری به مناسبت در گذشت او پیام تسلیت فرستادند.
- سپ بلاتر در نشست ژوئن ۲۰۱۱ کنگره فیفا نام کسانی را برد که در سال گذشته از خانواده فوتبال درگذشته‌اند و در این میان نام ناصر حجازی هم از ایران مطرح شد و بلاتر با صحبت دربارهٔ ناصر حجازی به احترامش یک دقیقه سکوت در کنگره اعلام کرد.[۴۵]
- سایت فیفا در گزارش اختصاصی: هفته اخیر، هفته‌ای بود که در آن مردی که با واکنش‌های ماورای صوت خود ایران را به دو قهرمانی جام ملت‌های آسیا در روزهای اوج آن تیم در دهه ۱۹۷۰ رسانده بود، مردی که منچستریونایتد برای به خدمت گرفتن او تمایل داشت، مردی که دومین دروازه‌بان برتر آسیا در قرن بیستم شناخته شد و مهم‌تر از همه مردی که در طول ۶۱ سال زندگی‌اش متواضع، صادق و فروتن ماند، از میان دوستدارانش رفت؛ و دست آخر این آخرین حضور او در فوتبال بود و ورزش تا آخرین لحظه‌ها در کنار او ماند. در واقع هنگامی که او روز جمعه به کما رفت، در حال تماشای بازی استقلال و پاس همدان از تلویزیون بود.[۴۶]
- مرتضی پاشایی خواننده پرطرفدار و محبوب موسیقی پاپ، قطعه ای به نام «تو رفتی» را برای ناصر حجازی خواند و به او تقدیم کرد. وی نوشت: مث حس یه عشق تازه بودی، مث افسانه بی‌اندازه بودی[۴۷]
- سپ بلاتر رئیس فیفا با ارسال نامه‌ای به علی کفاشیان ابراز تاسف نموده و به طرفداران ناصر حجازی تسلیت گفته است.[۴۸]
- سر الکس فرگوسن مربی وقت منچستر یونایتد در دوران بیماری ناصر حجازی در نامه‌ای برای سلامتی و بهبودی او دعا کرد.[۴۹][۵۰] ناصر حجازی نیز در نامه‌ای از ایشان تشکر کرد.[۵۱]
- در برنامه نود (۲ خرداد ۱۳۹۰) یک مسابقه پیامک پس از درگذشت حجازی برگزار شد و بر اساس آن شرکت کنندگان در مسابقه با فرستادن عدد ۱ یاد حجازی را گرامی داشتند. به این برنامه بیش از چهار و نیم میلیون پیامک رسید. این تعداد پیامک یک رکورد جدید از لحاظ ارسال اس‌ام‌اس در یک برنامه تلویزیونی در ایران می‌باشد.[۵۲] همچنین در تاریخ ۱۵ فرودین ۱۳۹۱ درگذشت ناصر حجازی مهم‌ترین اتفاق فوتبالی سال ۹۰ از سوی بینندگان اعلام شد.[۵۳][۵۴][۵۵]

## کنش‌ها

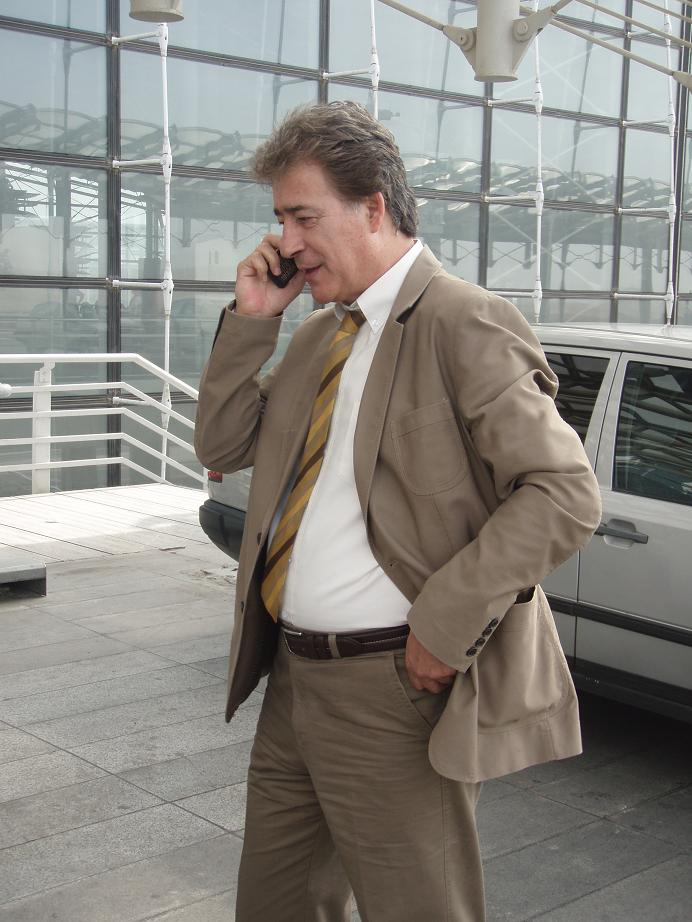
ناصر حجازی در فرودگاه بین‌المللی امام خمینی، ساعتی قبل از پرواز به اروپا در سال ۱۳۸۸

### انتخابات ریاست جمهوری ۱۳۸۴

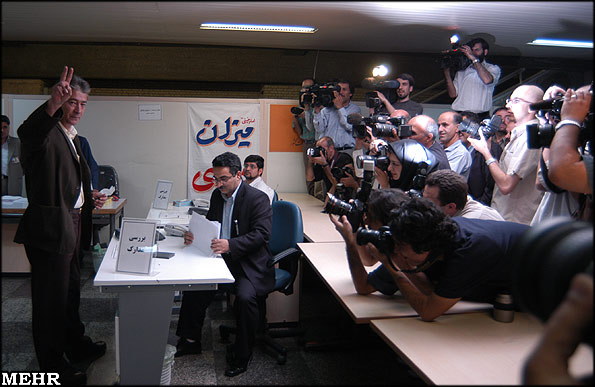
ثبت نام ناصر حجازی در نهمین دوره انتخابات ریاست جمهوری

حجازی برای شرکت در انتخابات ریاست جمهوری ایران در سال ۸۴ ثبت نام کرد و گفته بود که اگر تأیید صلاحیت شود ۳۰ میلیون رأی می‌آورد. و اعلام کرده بود که در صورت پیروزی در انتخابات احمد نیک‌کار را به معاون اولی برمی‌گزیند ولی شورای نگهبان صلاحیت او را برای شرکت در انتخابات رد کرد. او پس از ثبت نام به روزنامه خبرورزشی گفت:
چه ایرادی دارد ورزشی‌ها هم کار سیاسی انجام بدهند؟ الان که در ورزش ما سیاستمداران فعالیت دارند حالا چه ایرادی دارد مثلاً حجازی کار سیاسی کند؟! من شرایط اولیه را که برای ثبت نام دارم. اگر صلاحیت‌مان را تأیید کردند که شرکت می‌کنیم و فکر نمی‌کنم ایرادی داشته باشد.

### موضع‌گیری در مورد هدفمندسازی یارانه‌ها
در ۳۱ فروردین سال ۱۳۹۰، ناصر حجازی در مصاحبه‌ای که با پرتال شخصی خود انجام داد ضمن اعتراض به وضعیت اقتصادی موجود در ایران، نسبت به سیاست‌های اقتصادی دولت از جمله هدفمندی یارانه‌ها، شدیداً اعتراض خود را اعلام کرد و شرایط بیماری اش را ناشی از آن دانست همچنین وی در بخشی از این مصاحبه در مورد پرداخت ماهیانه یارانه‌ها به مردم توسط دولت گفت:
دولت می‌گوید چهل هزار تومان در ماه به مردم کمک می‌کنیم، مگر مردم گدا هستند؟ مردم ایران روی گنج خوابیده‌اند، نفت، گاز و… دولت حق ندارد به مردم کمک کند، دولت باید کار کند، خدمت کند و زحمت و دسترنج مردم را دودستی تقدیم آن‌ها نماید. چهل هزار تومان در ماه به مردم می‌دهند و بعد چند برابر آن را از جیب مردم برداشت می‌کنند و سپس ادعای خدمت به مردم دارند. از دید مسئولین خدمت دولت به مردم یعنی کار کردن مردم برای دولت و اینکه مردم کار کنند و پولشان را تقدیم دولت نمایند! برای من گاز می‌آمد چهل هزار تومان و حالا می‌آید یک میلیون تومان. گاز به کشور همسایه با مبلغی به‌مراتب کمتر از آنچه از جیب مردم برداشت می‌کنند، صادر می‌شود. با دیدن این شرایط نباید عصبانی شوم؟ نباید حرص بخورم و شرایط جسمانی‌ام مثل امروز شود.
حجازی در پایان صحبت‌هایش بدون نام بردن از مقام مسئول خاصی در حکومت جمهوری اسلامی ایران گفته بود: «یا رب روا مدار که گدا معتبر شود، گر معتبر شود ز خدا بی‌خبر شود.»

### فوتبال ایران
حجازی در یکی از برنامه‌های نود در صحبت‌هایش در رابطه با فوتبال ایران گفت:
سال هاست می‌گویم فوتبال ایران ناپاک است. اگر مأمور راهنمایی و رانندگی به جای برگه جریمه پول نگیرد، مربی هم از دستیارش و بازیکن پول نمی‌گیرد. در یک جامعه همه مسائل به هم ربط دارند و علت و معلول هم هستند. مدام می‌گوییم فوتبال ناپاک من فقط می‌خواهم بپرسم که دیگر جاهای ما پاک است که توقع پاکی فوتبال را داشته باشیم؟ باید همه چیزمان به هم بیاید. متأسفانه کسانی این فوتبال را اداره می‌کنند که اصول را نمی‌دانند.

## میراث

### من ناصر حجازی هستم
در سال ۱۳۹۲ بر اساس طرح و ایده‌ای ازسوی امیر رفیعی و با همراهی سعید رمضانی داماد خانوادهٔ ناصر حجازی و نیاز افشین کیا ساخت فیلمی مستند پیرامون زندگی حجازی آغاز شد که تولید آن به تهیه‌کنندگی و اجرای رفیعی در آذر ماه ۱۳۹۴ به پایان رسید. این فیلم با عنوان من ناصر حجازی هستم... و روایت متن توسط: شهاب حسینی، بهرام رادان، پرویز پرستویی، مسعود رایگان، مهران مدیری و رؤیا تیموریان و صدای رضا یزدانی در تیتراژ پایانی ساخته شده است که برغم توقیف، حواشی و شکایت‌های بسیار از تهیه‌کننده آن توانست رکورد پرفروش‌ترین مستند تاریخ سینمای ایران را به خود اختصاص دهد. در مراسم اکران خصوصی فیلم اهالی عرصهٔ ورزش، هنر و سیاست از جمله سید محمد خاتمی حضور داشتند.
امیر رفیعی برای دهمین سالگرد درگذشت ناصر حجازی نیز قسمت دوم من ناصر حجازی هستم… را با نام افسانه یک عقاب بر اساس طرح و پژوهشی که داشت، تهیه و کارگردانی نمود که در این مستند زندگی او توسط اهالی فوتبال روایت شده است.

### جشنواره حجازی
امیر رفیعی از دوستان نزدیک ناصر حجازی در سوم خرداد ماه ۱۳۹۶ بر اساس طرحی از سوی خودش، اولین دوره از جشنواره فوتبال ایران را با یاد و نام ناصر حجازی و تحت عنوان جشنواره حجازی برپا و مدیریت کرد تا برای نخستین بار از بهترین‌های فوتبال ایران طی یک جشنواره تقدیر به عمل آید. در این رویداد چهره‌های مطرحی از عرصه‌های سیاست، ورزش و هنر از جمله حسن حبیبی، فرامرز ظلی، اکبر کارگرجم، بهتاش فریبا، تیمور غیاثی، علی دایی، عادل فردوسی‌پور، همایون اسعدیان، حسن فتحی و محمدرضا عارف حضور داشتند.

### استفاده از نام حجازی در سریال آمریکایی میهن
در سریال میهن نام یکی از شخصیت‌های منفی سریال با نام ناصر حجازی نامگذاری شد که مورد اعتراض شدید ایرانیان قرارگرفت.

## افتخارات رسمی

### بازیکن باشگاهی

#### تاج / استقلال
- لیگ سراسری ایران: ۱۳۴۹, ۱۳۵۳
- جام باشگاه‌های تهران: ۱۳۴۸, ۱۳۵۱, ۱۳۶۲, ۱۳۶۴
- جام باشگاه‌های آسیا: ۱۹۷۰

#### محمدان بنگلادش
- لیگ سراسری بنگلادش: ۱۹۸۷

### بازیکن ملی
- قهرمانی جام ملت‌های آسیا: ۱۹۷۲
- مدال طلا بازیهای آسیایی: ۱۹۷۴
- سومی جام ملت‌های آسیا: ۱۹۸۰

### به عنوان سرمربی

#### محمدان بنگلادش
- لیگ سراسری بنگلادش: ۱۹۸۸, ۱۹۸۹
- صعود به جمع هشت تیم برتر آسیا: ۱۹۹۰

#### استقلال
- لیگ سراسری ایران: ۱۳۷۶
- نایب قهرمانی جام باشگاه‌های آسیا: ۱۹۹۹

### افتخارات فردی
- حضور در تیم رؤیایی تاریخ فوتبال ایران از نگاه فدراسیون بین‌المللی تاریخ و آمار فوتبال
- حضور در تیم منتخب تورنمنت جام ملت‌های آسیا: ۱۹۸۰
- دومین دروازه‌بان برتر قرن بیستم قاره آسیا از نگاه فدراسیون بین‌المللی تاریخ و آمار فوتبال
- چهل و یکمین دروازه‌بان برتر جهان در قرن بیستم از نگاه فدراسیون بین‌المللی تاریخ و آمار فوتبال
- برترین دروازه‌بان تاریخ جام ملت‌های آسیا در نظرسنجی AFC
- بهترین دروازه‌بان جام ملت‌های آسیا: ۱۹۸۰
- بهترین دروازه‌بان لیگ ایران: ۱۳۵۲
- بهترین دروازه‌بان جام باشگاه‌های آسیا: ۱۹۷۰
- حضور در بازی‌های المپیک مونیخ به همراه تیم ملی: ۱۹۷۲
- حضور در جام جهانی به همراه تیم ملی: ۱۹۷۸
- حضور در بازی‌های المپیک مونترال به همراه تیم ملی: ۱۹۷۶
- حضور در ترکیب منتخب تاریخ فوتبال آسیا از نگاه رسانه Madfootball به عنوان تنها نماینده از ایران[۶۷]